# Топли дол
Топли дол е село в община Сурдулица, Пчински окръг, Западните покрайнини, Сърбия.

## География
Топли дол се намира във високопланински район в крайния северозападен дял на разделената от българо-сръбската граница област Краище. Селото е разположено непосредствено на изток от българо-сръбската граница по Берлинския договор. Надморската му височина при църквата е 1200 метра, в миналото отделни къщи на селото са се намирали и на височина от 1500 метра.
Традиционно, селото се състои от 15 разпръснати махали – Стамболийска, Чипѝлова, Велкова, Карда̀нова, Самарджѝинци, Мута̀вини, Дунгерци, Никодимови, Да̀нчини, Пешѝчави, Бѐркови, Лазарови (Весини), Дога̀новчанье, Нико̀лчини и Кумѝчини. Някои от тези махали днес са обезлюдени.

## История
В землището на селото са откривани много останки от средновековни постройки, както и монети и керамика.
Най-старото писмено сведение за селото се среща в османотурски документ от 1576 година. В регистър на джелепкешани от 1576 г. Топли дол е отбелязано като част от каза Илидже. Посочени са Иван Драган, Иван Момчил, Степан Продан и Михно Братойно, натоварени да доставят 140 овце.
От 1878 до 1920 година селото е в границите на България и влиза в състава на Божичката община. Според границата между България и Сърбия по Берлинския договор от 1878 година около 40 къщи от Топли дол, които се намират във водосборния басейн на река Българска Морава, остават в Сърбия. Днес те представляват отделно село в община Сурдулица - Топли до, чиито жители са със сръбско самосъзнание.
Непосредствено след Освобождението в селото е открито училище. В 1884 година е построена местната църква „Св. Георги“ на мястото на стар християнски храм.
По силата на Ньойския договор от 1919 година, през ноември 1920 година селото е включено в пределите на Кралството на сърби, хървати и словенци. В 1932 година е построена нова училищна сграда.
През 1941-1944 година Топли дол, както и останалите села в Западните покрайнини, отново е под българско управление. След 1944 година е в границите на Югославия и наследилата я след разпада ѝ Сърбия. В 1965 година Топли дол е включен в състава на община Власина Округлица, а през 1975 г. – към община Сурдулица.

## Население след 1878 г.
- 1880 – 601[2]
- 1900 – 729[2]
- 1910 – 757[2]
- 1948 – 856
- 1953 – 927
- 1961 – 725
- 1971 – 631
- 1981 – 386
- 1991 – 190
- 2002 – 122

### Етнически състав
(2002)
- 69 (56,55%) – българи
- 46 (37,70%) – сърби
- 1 (0,81%) – македонци
- 2 (1,63%) – непознати

## Личности
Родени в Топли дол
- Милан Стоименов Топлодолски, деец на бежанците от Западните покрайнини, преди 1944 г.

## Други
На Топли дол е наречена улица в квартал „Борово“ в София (Карта).